# Peugeot Typ 127

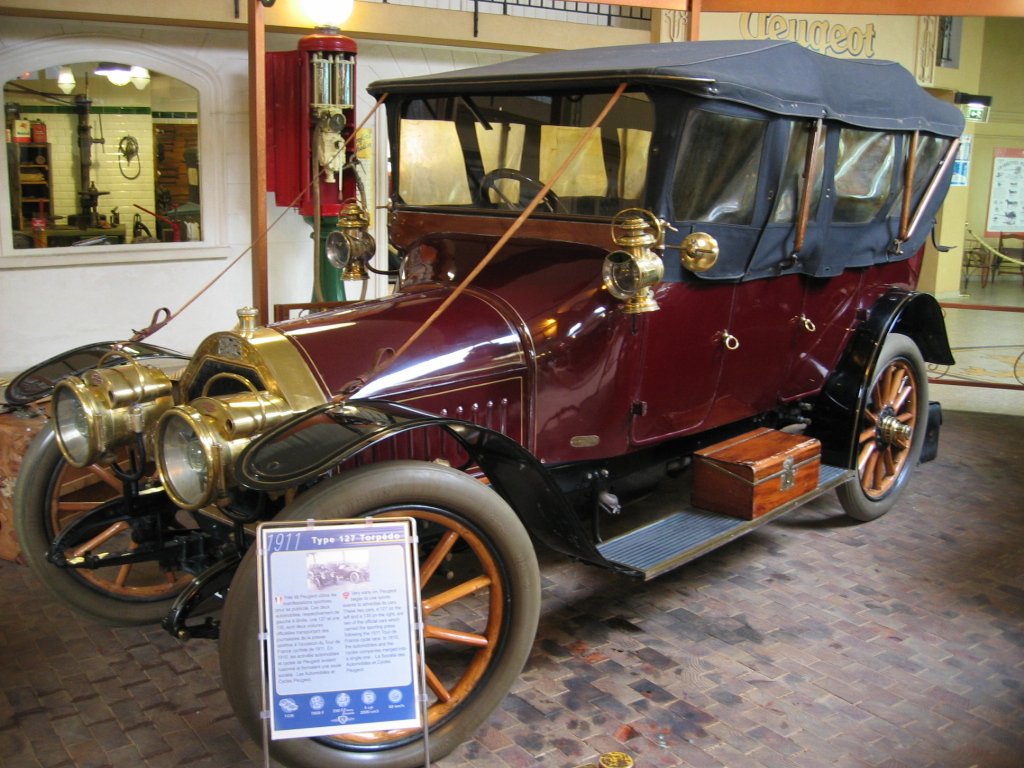
Peugeot Typ 127 im Peugeot-Museum Sochaux

Der Peugeot Typ 127 ist ein frühes Automodell des französischen Automobilherstellers Peugeot, von dem von 1910 bis 1912 im Werk Audincourt 1226 Exemplare produziert wurden.
Die Fahrzeuge besaßen einen Vierzylinder-Viertaktmotor, der vorne angeordnet war und über Kardan die Hinterräder antrieb. Der Motor leistete aus 2000 cm³ Hubraum 10 PS.
Es gab die Modelle 127 und 127 A. Bei einem Radstand von 277,4 cm betrug die Spurbreite 125 cm. Die Karosserieform Torpedo bot Platz für vier Personen.